# Horts de la Font (Erinyà)
Els Horts de la Font és una partida constituïda per antics horts actualment abandonats i coberts de vegetació del terme municipal de Conca de Dalt, al Pallars Jussà, a l'antic terme de Toralla i Serradell, en el territori del poble d'Erinyà.
Estan situats molt a prop i al sud-oest d'Erinyà, sota i a migdia de la Plana d'Agustí. Són a banda i banda de la llau de la Font de Tuiro just abans que aquesta s'aboqui en el riu de Serradell, a l'esquerra d'aquest darrer curs d'aigua.